# Córrego Volta Grande
O córrego Volta Grande é um curso d'água brasileiro existente na região de Andradina. Nasce a partir da confluência de dois pequenos córregos e separa os municípios de Guaraçaí e Nova Independência, no estado de São Paulo, além de cortar Murutinga do Sul.
Da nascente até a foz, no Rio Aguapeí (do qual é afluente do lado direito), ele percorre cerca de 20 km.